# Kotlina Toruńska

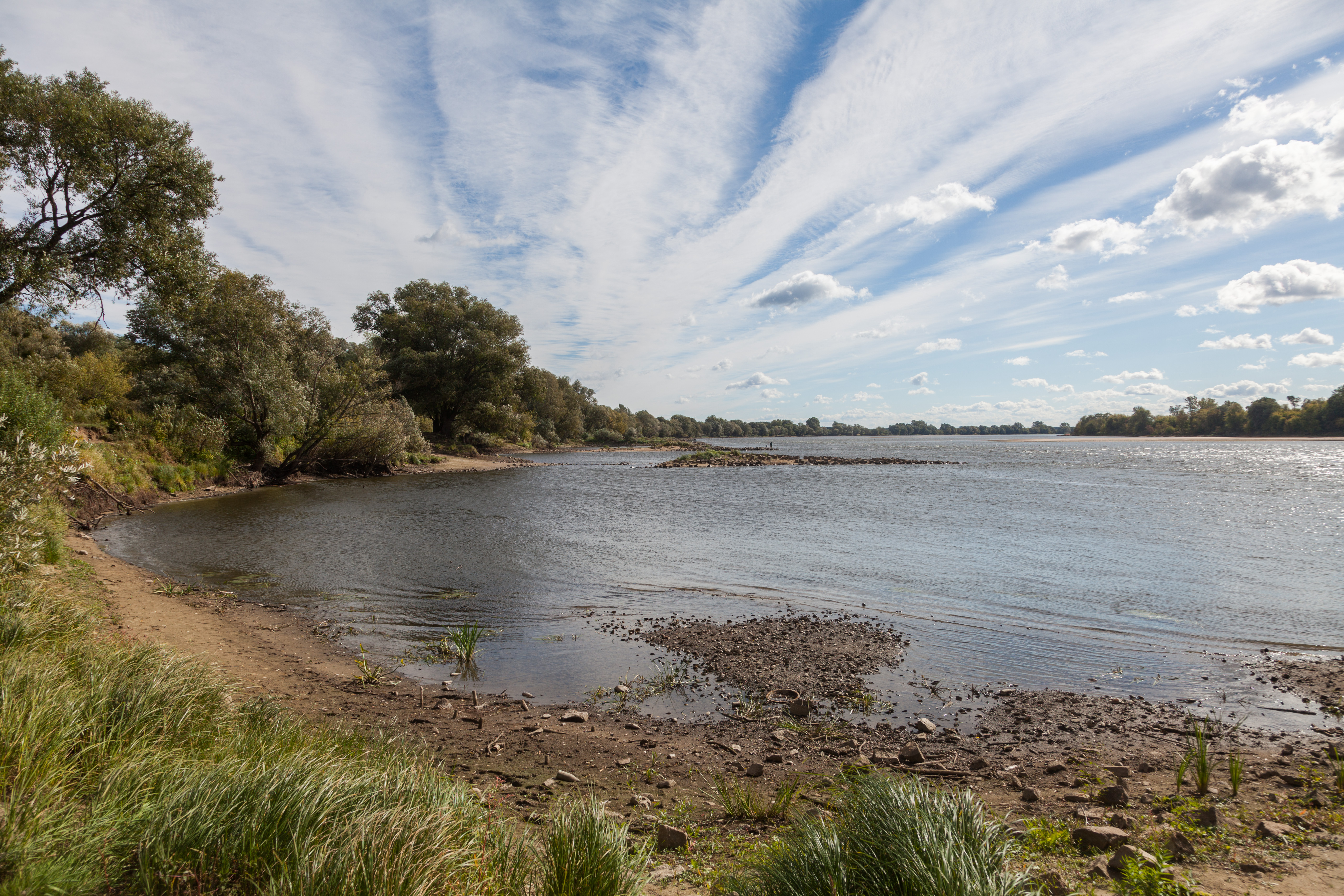
Dolina Wisły w Toruniu, widziana z prawego brzegu

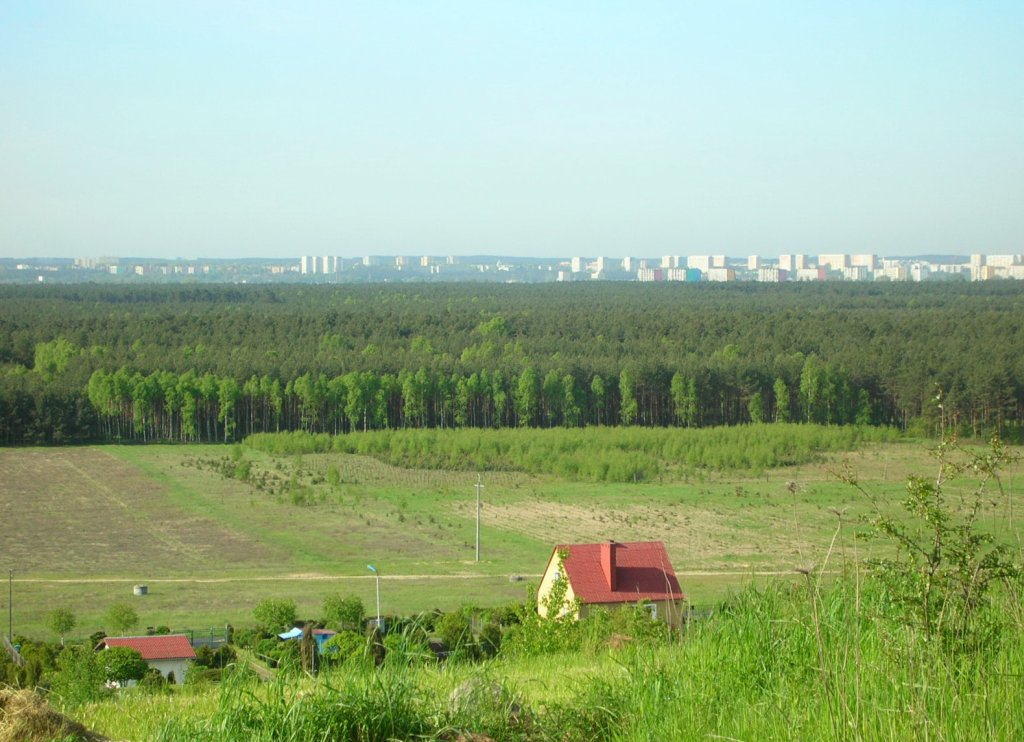
Widok z północnej krawędzi Kotliny na Las Gdański w Bydgoszczy

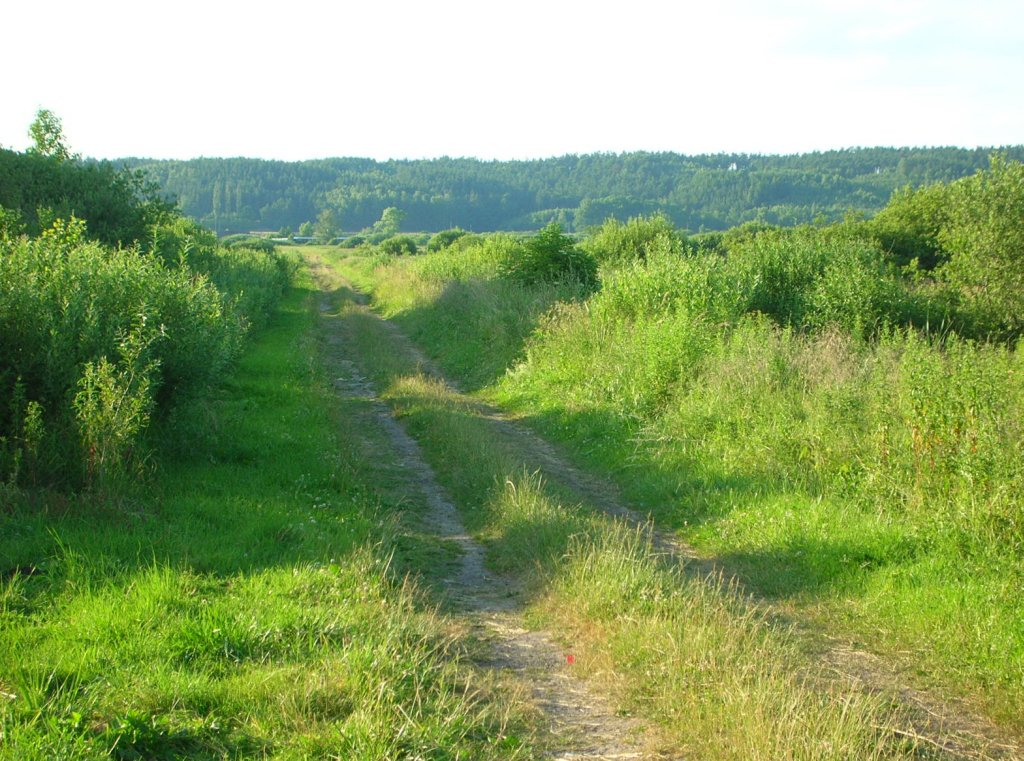
Dolina Środkowej Noteci i Kanału Bydgoskiego – zachodnia część Kotliny Toruńskiej

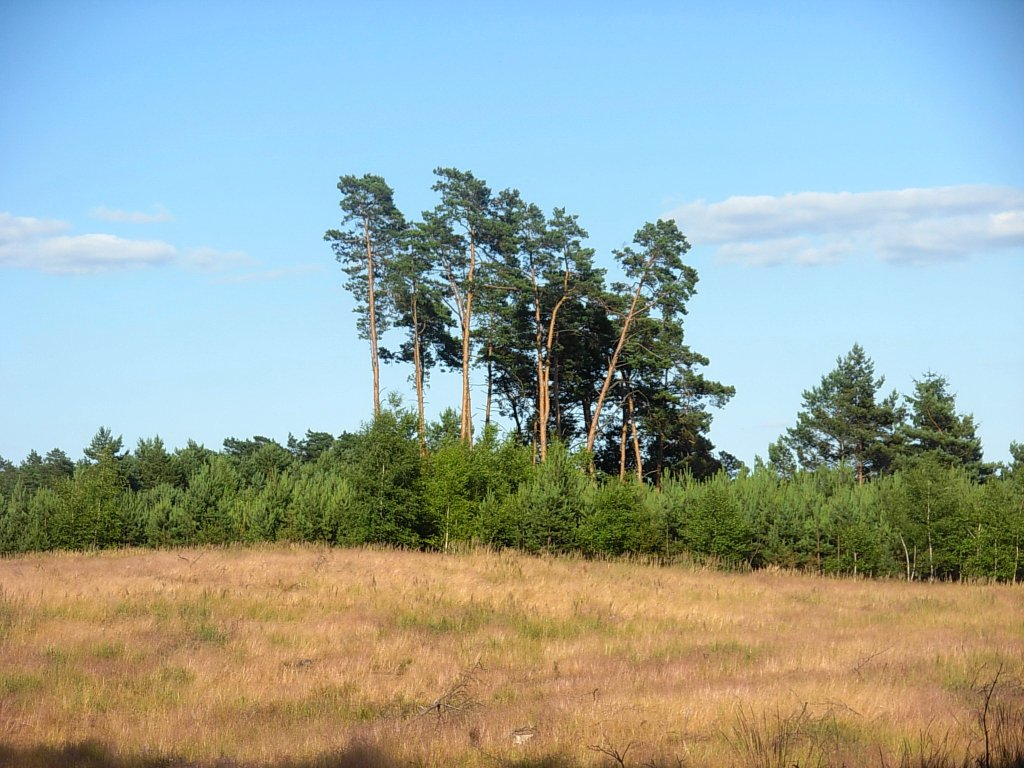
Puszcza Bydgoska

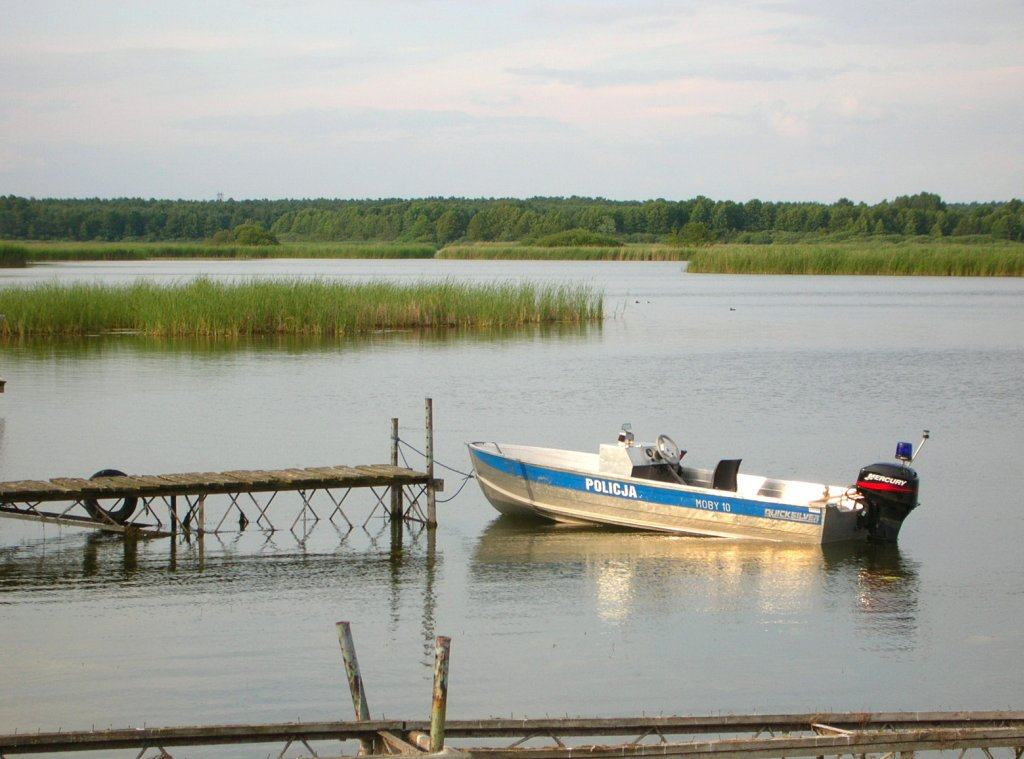
Jezioro Jezuickie

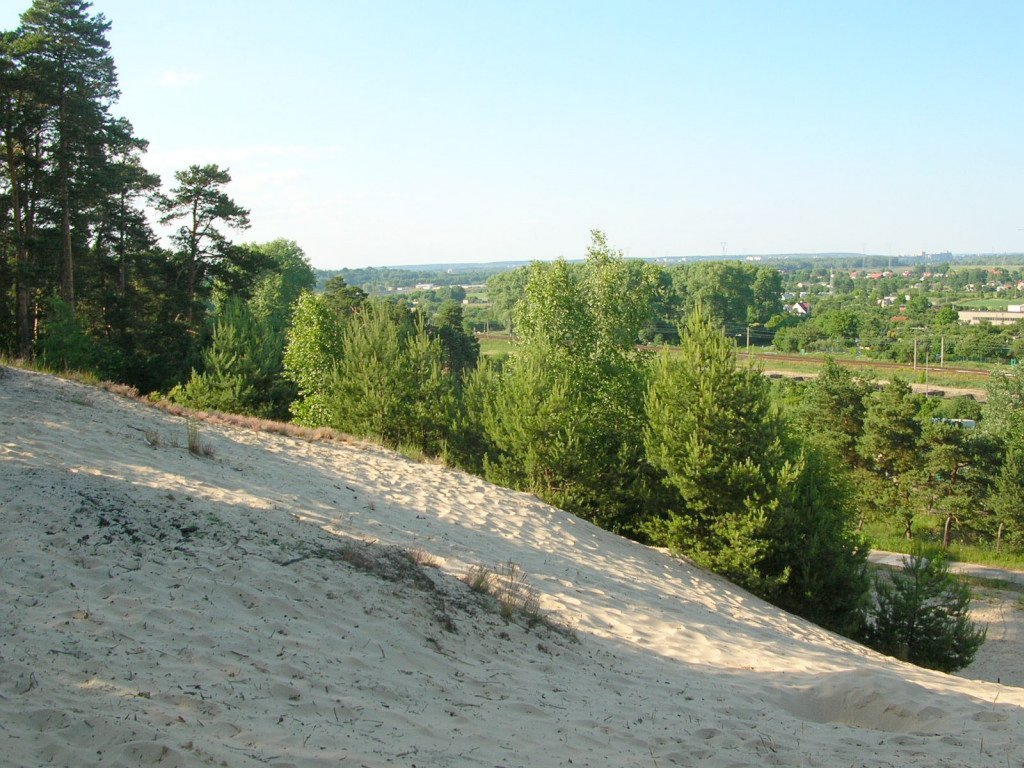
Zbocze terasy pradolinnej w Łęgnowie

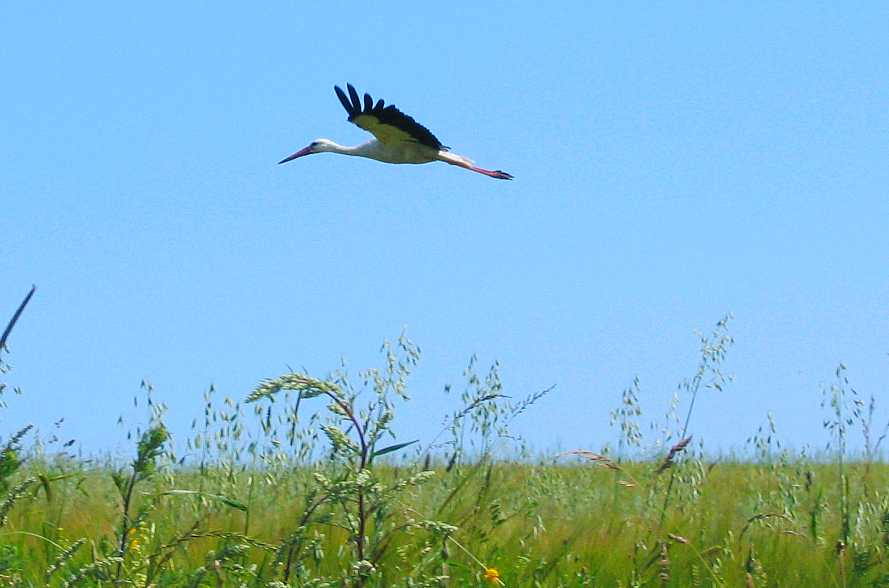
Bocian biały

Kotlina Toruńska (315.34), zwana także Kotliną Toruńsko-Bydgoską – mezoregion fizycznogeograficzny w środkowo-północnej Polsce, stanowiący część Pradoliny Toruńsko-Eberswaldzkiej, między Nieszawą, a Nakłem nad Notecią, długości około 90 km i szerokości do 25 km.

## Położenie
Kotlina Toruńska graniczy:
- od północy z mezoregionami należącymi do trzech makroregionów: Pojezierza Południowopomorskiego, Doliny Dolnej Wisły i Pojezierza Chełmińsko-Dobrzyńskiego. Są to: Pojezierze Krajeńskie (314.69), Dolina Brdy (314.72),  Wysoczyzna Świecka (314.73), Dolina Fordońska (314.83), Pojezierze Chełmińskie (315.31), Dolina Drwęcy (315.33), Pojezierze Dobrzyńskie (315.34);
- od południa z mezoregionami należącymi do makroregionu Pojezierza Wielkopolskiego. Są to: Pojezierze Gnieźnieńskie (315.54) i Równina Inowrocławska (315.55);
- od wschodu z Kotliną Płocką (315.26);
- od zachodu z Doliną Środkowej Noteci (315.24).

Mezoregion leży w całości w obrębie woj. kujawsko-pomorskiego. Jego powierzchnia wynosi 1844 km².

## Historia geologiczna
Kotlina Toruńska według podziału J. Kondrackiego obejmuje obszar od  Nieszawy po Nakło. Jest częścią rozleglej, równoleżnikowo przebiegającej formy pradolinnej nazwanej pradoliną Noteci – Warty lub Toruńsko – Eberswaldzkiej. Tworzyła się w okresie ostatniego zlodowacenia, a ostateczny kształt uzyskała w czasie fazy pomorskiej. Płynęły nią duże ilości wody roztopowej, doprowadzanej szlakami sandrowymi z północy: Brdy, Gwdy, Wdy, Drwęcy oraz wody rzeczne z południa, dostarczane przez Wisłę i Noteć. Spowodowało to utworzenie się w pradolinie systemu 11 teras oraz rozszerzeń nazywanych kotlinami. Ich powstanie wiąże się z procesami termoerozji i intensywnej erozji bocznej w warunkach klimatu peryglacjalnego. W efekcie tych procesów powstawały rozległe poziomy terasowe o charakterze erozyjno-akumulacyjnym (69 – 72 m n.p.m., 55 m n.p.m.) Po wycofaniu się lądolodu z linii fazy pomorskiej (10 – 13 tys. lat temu) tworzyły się w kotlinie i w pradolinie niższe poziomy terasowe z malejącym udziałem wód.
Kolejnym procesem, który w silny sposób ukształtował współczesne środowisko kotliny, był proces eoliczny. Obniżenie się wskutek erozji dna pradoliny, osuszenie wyższych poziomów terasowych przy braku roślinności, sprzyjało powstawaniu rozległych pól wydmowych. Proces ten trwał w kilku fazach (chłodniejszych) w okresie późnego Vistulianu od 14 do 10 tys. lat temu. Na początku holocenu, po wyraźnym ociepleniu klimatu, utworzyła się zwarta pokrywa roślinna, co doprowadziło do utrwalenia wydm. Równolegle, od późnego glacjału do okresu atlantyckiego (od 14 do 6 tys. lat temu), w dolinie Wisły przeważał proces erozji wgłębnej, po którym rozpoczęła się akumulacja osadów, trwająca do chwili obecnej.
Po skierowaniu się wód rzecznych (Wisły) w kierunku tworzącego się Bałtyku (Fordoński Przełom Wisły), w słabo odwodnionej części pradoliny, na zachód od Bydgoszczy na linii Osowa Góra – Prądy – rozpoczął się proces akumulacji torfów i namułów. Wielość procesów w najmłodszej historii geologicznej tego obszaru znajduje swoje odbicie w zróżnicowaniu środowiska przyrodniczego, a to z kolei daje podstawy do delimitacji mikroregionów w obrębie Kotliny Toruńskiej.

## Charakterystyka
Kotlina Toruńska stanowi ciągnące się na linii wschód-zachód obniżenie terenu wzdłuż Wisły. Maksymalną szerokość 25 km Kotlina osiąga w okolicy Bydgoszczy. Wypełniona jest systemem teras rzecznych, wśród których najniższa jest zalewowa, a wyższe zajmują wydmy śródlądowe o wysokości 10–25 m, maksymalnie osiągające 40 m wysokości względnej. Pole wydmowe w Kotlinie należy do jednych z największych w Polsce (obok Puszczy Noteckiej i Kampinoskiej). Porośnięte jest od wieków lasem, dawniej mieszanym, obecnie głównie borem sosnowym. Duży i zwarty kompleks leśny porastający większość obszaru Kotliny (na południe od Wisły) zwany jest Puszczą Bydgoską. Mniejszy kompleks borów rozciąga się po północnej stronie Wisły, między Toruniem, a Włocławkiem.
Głównym ciekiem wodnym, który stanowi oś Kotliny, jest rzeka Wisła. Pod Bydgoszczą rzeka ta zakręca na północ, dokonując przełomu w wysoczyznach pojezierzy. Odtąd w kierunku zachodnim Kotlinę odwadnia rzeka Brda, zaś na zachód od Bydgoszczy – zbudowany w 1774 r. Kanał Bydgoski.
Południowo-zachodnią część Kotliny zajmuje ponadto zatorfione obniżenie, przez które płynie silnie meandrująca rzeka Noteć oraz zbudowany w latach 1878–1882 Kanał Górnonotecki wraz z rozległą siecią kanałów odwadniających.
W Kotlinie Toruńskiej znajduje się kilka, przeważnie płytkich jezior, z których największym jest jezioro Jezuickie, wykorzystywane dla celów rekreacyjnych głównie przez mieszkańców Bydgoszczy. Inne niewielkie akweny to: jezioro Nowe, Stare, Nagus, Balaton i Jezuickie Małe.
Teren po północnej stronie Wisły, między Bydgoszczą, a Toruniem jest dobrze nawodniony przepływającymi przez ten obszar ciekami (m.in. Kanał Górny i Kanał Dolny), dzięki czemu stanowi dobry teren bytowania ptactwa. Jej atrakcją są duże kolonie bocianów.
W środkowo-zachodniej części Kotliny, stanowiącej otoczenie miasta Bydgoszczy wyróżniono następujące mikroregiony:
- Dolina Kanału Bydgoskiego (315.351)
- Terasa Bydgoska (315.352),
- Miasto Bydgoszcz (315.353),
- Wydmy Puszczy Bydgoskiej (315.354),
- Terasa Łochowska (315.355),
- Dolina Łęgnowska (315.356),
- Wydmy Ostromeckie (315.357),
- Równina Rynarzewska (357.358).

### Miasta
Największym ośrodkiem miejskim mezoregionu jest Bydgoszcz. W środkowo-wschodniej części Kotliny znajduje się kolejne duże miasto Toruń. Do ważniejszych miejscowości na terenie Kotliny można zaliczyć także: Nieszawę, Ciechocinek, Solec Kujawski i Nakło nad Notecią.

## Ochrona przyrody
Fragmenty Kotliny Toruńskiej w okolicy zakola Wisły pod Bydgoszczą objęte są ochroną w Nadwiślańskim Parku Krajobrazowym.
Ponadto na obszarze Kotliny wyróżniono następujące obszary chronionego krajobrazu:
- Obszar Chronionego Krajobrazu Północnego Pasa Rekreacyjnego Miasta Bydgoszczy,
- Obszar Chronionego Krajobrazu Strefy Krawędziowej Kotliny Toruńskiej,
- Obszar Chronionego Krajobrazu Łąk Nadnoteckich,
- Obszar Chronionego Krajobrazu Wydm Kotliny Toruńsko-Bydgoskiej,
- Obszar Chronionego Krajobrazu Wydmowy na południe od Torunia,
- Obszar Chronionego Krajobrazu Niziny Ciechocińskiej.

Wśród licznych rezerwatów przyrody można wyróżnić:
- leśne: Dziki Ostrów (dąbrowa świetlista), Łażyn (bór sosnowy), Kępa Bazarowa (łęg), Las Piwnicki, Las Minikowski, Kruszyn, Ostrów koło Pszczółczyna (grądy);
- florystyczne: Tarkowo (wiśnia karłowata), Ciechocinek (słonorośla), Hedera (bluszcz), Skarpy Ślesińskie (kserofity), Piecki Jezuickie;
- ornitologiczne: Łąki Ślesińskie, Mała Kępa Ostromecka.

Dolina Wisły oraz pradolina Noteci-Warty stanowią  obszary specjalnej ochrony ptaków. Dolina Wisły od Nieszawy do Bydgoszczy chroniona jest w obszarze Natura 2000 zwanym Doliną Dolnej Wisły PLB04003, zaś pradolina między Bydgoszczą, a Nakłem w Dolinie Środkowej Noteci i Kanału Bydgoskiego PLB300001.
Ponadto w Kotlinie Toruńskiej wytyczono szereg obszarów specjalnej ochrony siedlisk. Są to:
- Nieszawska Dolina Wisły PLH040012,
- Dybowska Dolina Wisły PLH040011,
- Solecka Dolina Wisły PLH040003,
- Dolina Noteci PLH300004,
- Równina Szubińsko-Łabiszyńska PLH040029.